# Lónyay Gábor (főispán)
Nagy-lónyai és vásárosnaményi Lónyay Gábor (1778. március 28. – Deregnyő, 1824. május 8.) főispán, közélelmezési felügyelő, Lónyay Gábor országgyűlési képviselő apja.

## Élete
Lónyay János és Lónyay Florentina fia. Zemplén megyénél kezdte hivataloskodását mint megyei ügyész; 1804-től 1809-ig alispán és országgyűlési követ volt; közben 1806-ban királyi adományt nyert Újhely egy részére és több uradalmakra is. 1809-ben Bereg megye helytartójává neveztetett ki, és ez időben a francia háború alkalmával saját költségén 50 gyalog katonát állított ki. 1817-ben Ung megye főispánja és a Tiszáninneni református szuperintendenciának és a sárospataki főiskolának főgondnoka lett. Érdemeiért a Szent István-rend kis keresztjével diszíttetett fel. Meghalt 1824. május 8-án Deregnyőn (Zemplén megye). Ravatala felett Szatmári József mondott gyászbeszédet (mely: A főpolczoknak nevezetesebb terhei címmel Sárospatakon jelent meg 1824-ben).

## Művei
- Beszéde t. n. Ungvármegyei főispáni székébe lett beiktatásakor és a tiszti-kar építő szék alkalmatosságával elmondott beszédek. Sárospatak, 1817.
- Beszéde Tiszán innen lévő ref. eccl. főcuráturának, Vay József utolsó megtiszteltetésekor mondott... Miskolcz, 1822.

Levele Kazinczy Ferenchez, Sátoraljaújhely 1808. december 1. (a Magyar Nemzeti Múzeumban).